# 地球母亲 (歌曲)
《地球母亲》是一首华语流行音乐，由罗大佑作曲、新加坡音乐人 Martin Tang 编曲、罗大佑和易家扬填词、罗大佑演唱。歌曲运用大量民族乐器与人声模拟地球律动，再加上和全球变暖等环境问题相关的歌词，体现罗大佑对环境、社会和人类的新思考。该曲也是罗大佑“地球永续”计划的一部分。
歌曲于2024年6月5日（即世界环境日）正式发表。

## 背景
当今社会是一个信息技术和互联网高速发展的社会。罗大佑认为，在这种社会下人们逐渐遗忘与自然与宇宙的联系，甚至遗忘了自己亲近、热爱与敬畏自然的本性。但是，人与地球上的万物始终是一个整体，他希望通过歌曲让人们重拾这些联系和本性，从“小我”到“大我”，拥抱地球这位共同的母亲，同时做出行动保护地球环境，造福后代。 

## 音乐特征
歌曲以三大拍摇篮曲为基底，主歌使用紧凑的小调，副歌使用较为松散的大调，象征人类从社交和生存焦虑中逐渐自省，再到重新拥抱自然万物的共同母亲——地球的过程。

## 相关环境保护行动
罗大佑在歌曲发表的同时，宣布与阿里巴巴集团旗下的阿里巴巴公益合作，推出与歌曲名同名的绿色行动。自2024年世界环境日起，公众可以通过阿里巴巴公益的“人人3小时”平台，向多家中华人民共和国境内的公益组织捐款以支持他们的环境保护项目；也可通过线上答题、心愿认领等方式支持更多环保项目。

## 争议
中国大陆视频网站哔哩哔哩上有网友认为该曲歌词的质量与罗大佑先前发表的歌曲歌词质量脱节，但YouTube上的网友认为歌词以当代华语乐坛的水准衡量，质量依旧不错。（实际上，该曲歌词第一版由易家扬填写，罗大佑在此基础上与他讨论和修改。）